# Bombardier Transportation
A Bombardier Transportation foi uma divisão de equipamentos para transportes ferroviários do grupo Bombardier. A Bombardier Transportation era maior empresa do mundo na manufatura de equipamento de transportes ferroviários e prestação de serviços de manutenção de ferrovias, mas foi comprada pela companhia Alstom em 29 de janeiro de 2021. Suas matrizes estão em Berlim.
Sua escala de produtos inclui vagões para passageiros, locomotivas, truques (estrutura provida de rodas localizada na parte inferior de um trem), propulsores, e controladores. Também fornecem soluções de controle do ferroviário e constroem sistemas de trânsito ferroviário.
A Bombardier Transportation tinha suas atividades nestes países: 
- América do Norte: Canadá, Estados Unidos da América, México
- Europa: Bélgica, Alemanha, Reino Unido, França, Itália, Espanha, Suécia, Dinamarca, Polônia, Romênia, Noruega, Suíça, Áustria, Hungria, república Tcheca
- Ásia: China, Índia, Tailândia
- América do Sul: Brasil
- Austrália

Laurent Troger era o CEO da Bombardier Transportation.

## História
A "Bombardier Transportation" foi fundada em 1974 e começou a fabricar estoques de rolamentos com um contrato com a STCUM (responsável pelo transporte em Montréal) para construir trens do metro para o Metro de Montréal.
O núcleo do grupo do transporte foi formado com a compra da Montreal Locomotive Works (MLW) em 1975. Com esta compra a Bombardier adquiriu da MLW o projeto do LRC. O grupo comprou também Hawker Siddeley Canada. A MLW foi vendida mais tarde para a General Electric em 1988.
A Bombardier produziu o LRC (leve, rápido e confortável) trem inclinando dos idos de 1980.
Com a aquisição da companhia alemão Adtranz da DaimlerChrysler em 2001, A "Bombardier Transportation" transformou-se de muitas formas na maior fabricante de equipamentos de trilhos do mundo. A adição da Adtranz pela Bombardier também teve o feito dela se tornar numa fabricante de locomotivas junto as linhas de produção já existentes vagões de passageiros, trens, e bondes.

## Produtos
- Metrôs
  - Bombardier Advanced Rapid Transit
  - Movia trem de metro otimatizado para as para as necessidades das grandes cidades.
  - Toronto Transit Commission: RT75-T1 vagões de trem do metro
  - Société de transport de Montréal: MR73 vagões de trem do Metro de Montreal
  - Massachusetts Bay Transportation Authority: "#4 Red Line" vagões de trem (série 01800).
  - Metropolitan Transportation Authority (New York): R62A e R142 vagões para o Metro de New York
  - Chicago Transit Authority: Um novo tipo de vagão Chicago L foi desenvolvido para ser lançado em 2008.

- Vagões de carga

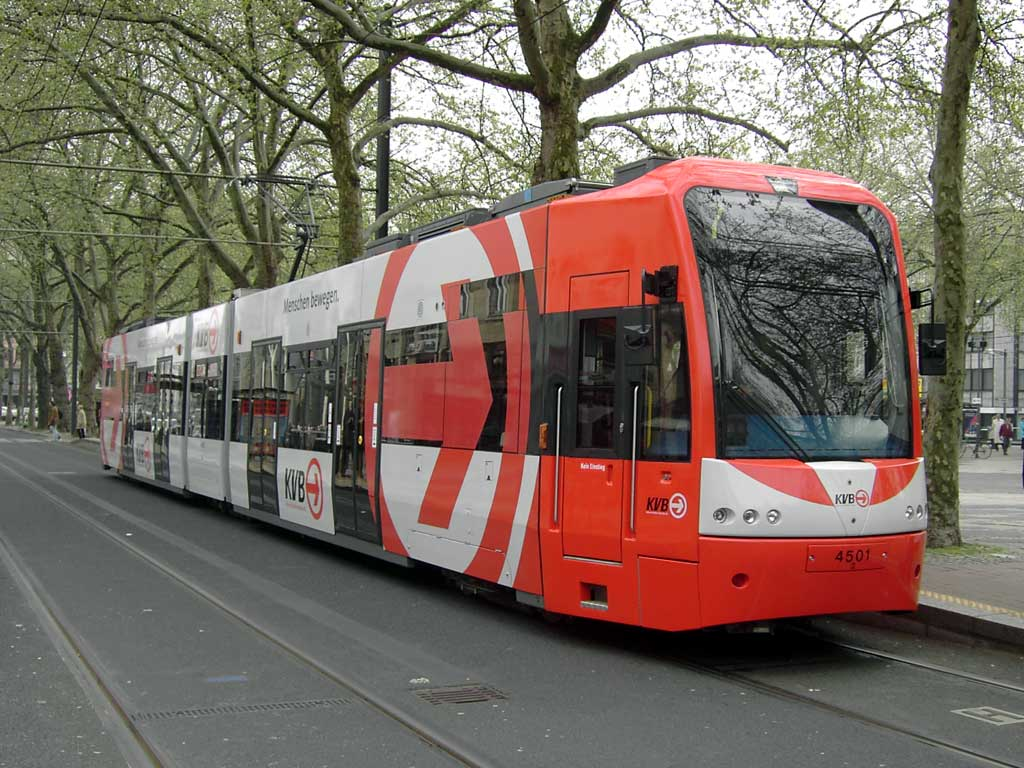
Flexity Swift LRV

  - Flexity Outlook Eurotram e Cityrunner
  - Flexity Classic
  - Flexity Swift
  - Flexity Link (tram-train) BOCLF70
  - Metropolitan Area Express (Portland, Oregon) (MAX) LRV em Portland, Oregon

- Locomotivas
  - HHP-8
  - LRC locomotivas
  - TRAXX
  - IORE

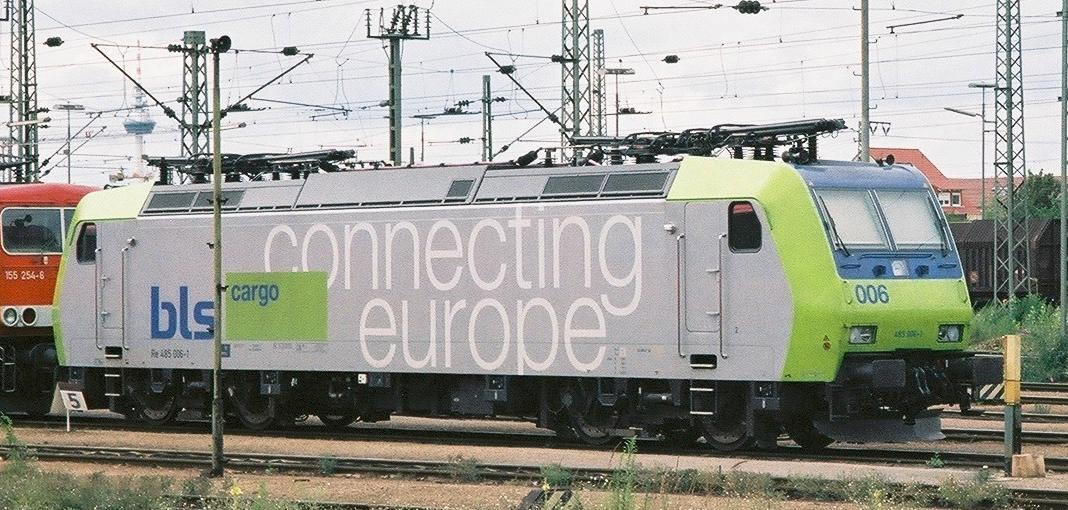
TRAXX locomotiva elétrica

  - Docklands Light Railways Rolling stock

- Vagões de Passageiros
  - BiLevel Coach
  - Double-deck Coach
  - Horizon/Comet/Shoreliner coaches
  - vagoes para oLRC

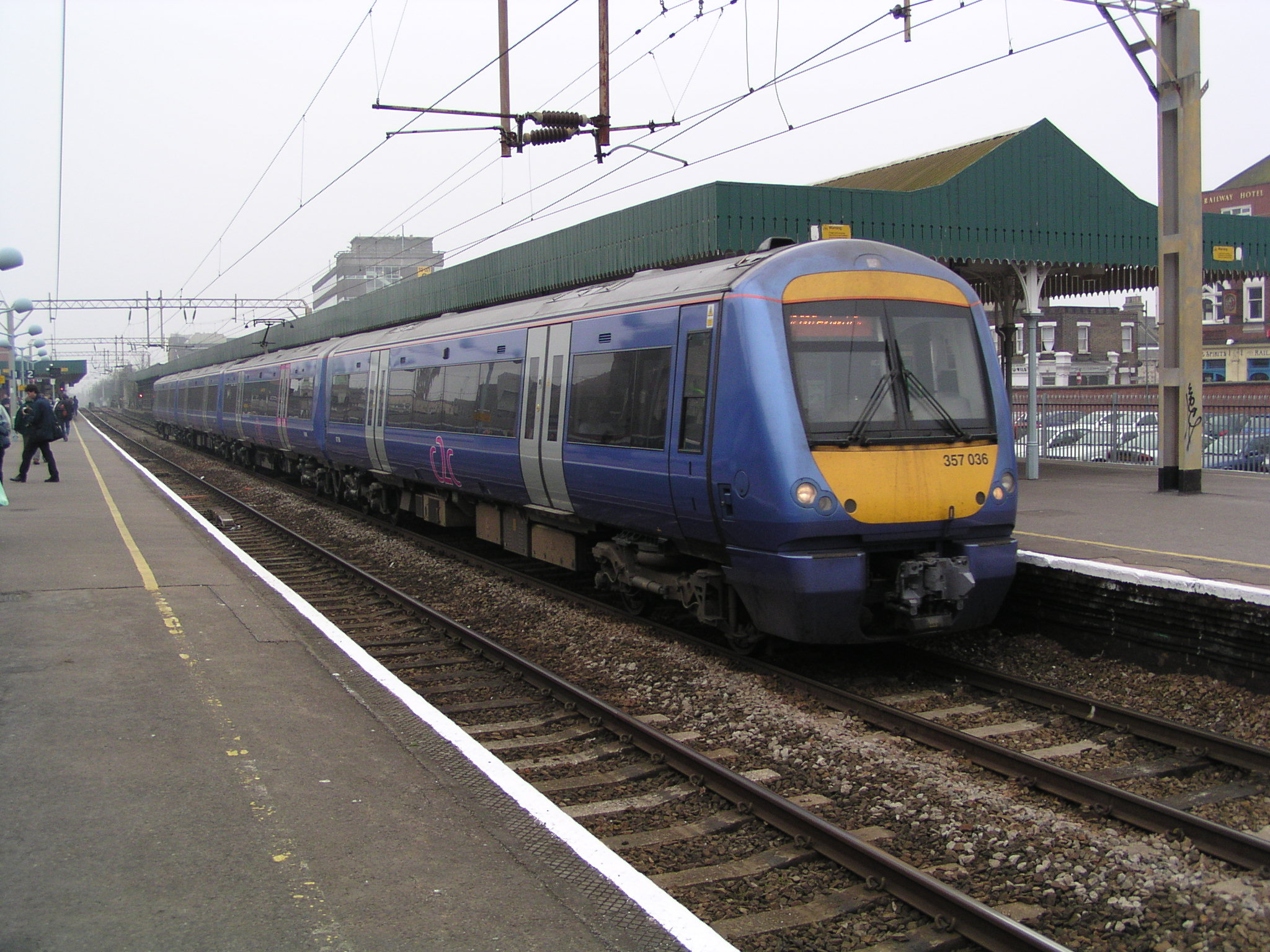
Electrostar EMU

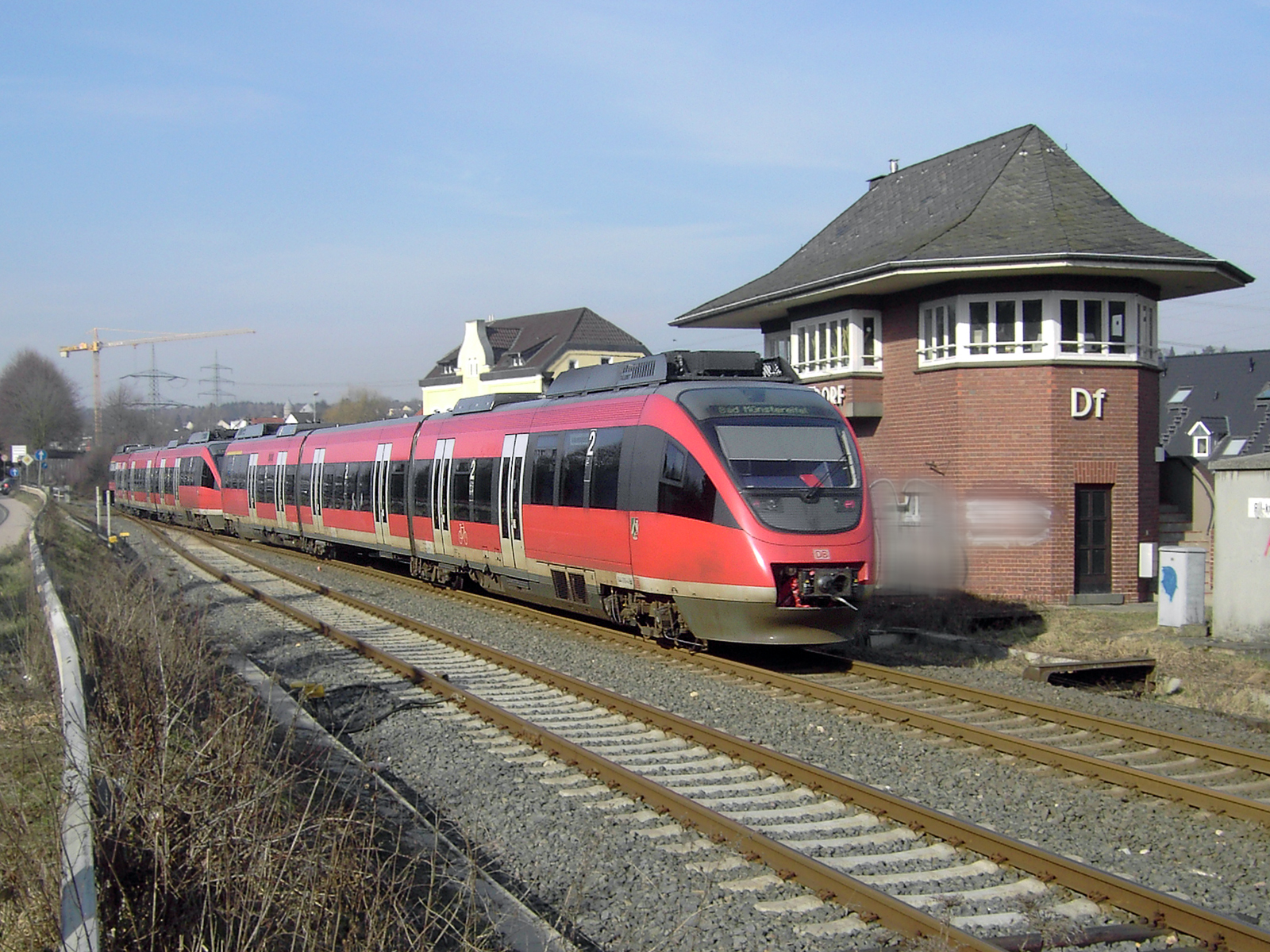
Talent DMU

- Trens com múltiplos vagões de velocidade regular
  - AGC (Autorail Grande Capacité)
  - CP2000 [Portuguese Railways Class 3400]
  - Electrostar (electric) (see also British Rail Classes 357, 375, 376, e 377)
  - InterCity 3
  - Talent
  - Turbostar (diesel)
  - M7 classe de carros EMU para a Long Island Rail Road e Metro-North Railroad
  - VLocity a diesel DMU para o V/Line, em Victoria, Australia.

- Trens de alta velocidade
  - Acela Express (líder do projeto no qual a Alstom foi participante)
  - Voyager e Meridian diesel-electrico multiple units
  - InterCityExpress (participante no projeto da Siemens)
  - JetTrain (experimental)
  - TGV (participante no projeto liderado pela Alstom)

- Guided Light Transit (GLT)
- Monorails
- Automated people movers

A Bombardier fornece também unidades da propulsão, sistemas do controle de trem, bogies, e outras peças, e mantém frotas de trem.

## Serviços
A "Bombardier Transportation" estava também no negócio de prestação de serviços de manutenção do trem. Um de seus clientes chaves era GO Transit. A "Bombardier Transportation" era vista ser a próxima operadora das operações da GO Transit.

## Critica
A Bombardier enfrentou a critica internacional de algumas organizações em prô da independência do Tibete por sua participação no projeto da estrada de ferro Qingzang.

## Clientes
Esta lista não está completa, desde que o Bombardier era a maior fabricante de sistemas de trânsito do mundo.
Portugal
- Metropolitano de Lisboa
- Comboios de Portugal

Áustria
- ÖBB
- IVB

Austrália
- V/Line

Brasil
- Metrô (São Paulo)
- CPTM (São Paulo)

Croácia
- HŽ

Finlândia
- HKL

França
- Ville de Strasbourg
- Ville de Nancy
- Ville de Caen
- Ville de Paris
- SNCF

Canadá
- VIA Rail
- Société de transport de Montréal
- Agence métropolitaine de transport
- Toronto Transit Commission
- GO Transit
- Vancouver SkyTrain
- West Coast Express
- OC Transpo (O-Train pilot project)

Reino Unido
- Anglia Railways (Turbostar DMU)
- c2c Elctrostar EMU
- Central Trains (Turbostar DMU)
- Hull Trains (Turbostar DMU and Pioneer DEMU)
- Midland Mainline (Turbostar DMU and Meridian DEMU)
- Scotrail (Turbostar DMU)
- South West Trains (Turbostar DMU)
- Virgin Trains (Voyager DEMU)

Estados Unidos da América
- Amtrak
- Chicago O'Hare Airport
- Hartfield Jackson Atlanta Int'l Airport
- New Jersey Transit
- New York City Transit
- Los Angeles Metro
- Long Island Rail Road
- Massachusetts Bay Transportation Authority
- The Walt Disney Company
- Tampa International Airport
- Denver International Airport
- Tri-Rail
- Altamont Commuter Express
- Caltrain
- Coaster
- Metrolink
- Rail Runner Express
- Sounder
- Trinity Railway Express
- Virginia Railway Express
- Sounder)
- Northstar Corridor
- Utah Transit Authority FrontRunner
- SEPTA Regional Rail

Alemanha
- Deutsche Bahn AG
- City of Saarbrücken

Mexico
- Ciudad de Mexico

Romênia
- Bucharest Metro

Suécia
- SJ AB

Hong Kong
- MTR

Índia
- Ferrovias Indianas